# Баиа-да-Илья-Гранди (микрорегион)

Баиа-да-Илья-Гранди на карте.

Баиа-да-Илья-Гранди (порт. Microrregião da Baía da Ilha Grande) — микрорегион в Бразилии, входит в штат Рио-де-Жанейро. Составная часть мезорегиона Юг штата Рио-де-Жанейро. Население составляет 	207 044	 человека (на 2010 год). Площадь — 	1750,474	 км². Плотность населения — 	118,28	 чел./км².

## Демография
Согласно сведениям, собранным в ходе переписи 2010 г. Национальным институтом географии и статистики (IBGE), население микрорегиона составляет:						
| Полное население                             | Полное население                             | Полное население                             | Полное население                             | 207 044 |
| -------------------------------------------- | -------------------------------------------- | -------------------------------------------- | -------------------------------------------- | ------- |
| в том числе:                                 | Городское население                          | 190 979                                      | Процент городского населения, %              | 92,24   |
|                                              | Сельское население                           | 16 065                                       | Процент сельского населения, %               | 7,76    |
|                                              | Мужское население                            | 103 630                                      | Процент мужского населения, %                | 50,05   |
|                                              | Женское население                            | 103 414                                      | Процент женского населения, %                | 49,95   |
| Плотность населения, чел/км²                 | Плотность населения, чел/км²                 | Плотность населения, чел/км²                 | Плотность населения, чел/км²                 | 118,28  |
| Население микрорегиона в % к населению штата | Население микрорегиона в % к населению штата | Население микрорегиона в % к населению штата | Население микрорегиона в % к населению штата | 1,29    |

## Статистика
- Валовой внутренний продукт на 2003 год составляет 1 605 182 195,00 реалов (данные: Бразильский институт географии и статистики).
- Валовой внутренний продукт на душу населения на 2003 год составляет 9770,59 реалов (данные: Бразильский институт географии и статистики).

## Состав микрорегиона
В составе микрорегиона включены следующие муниципалитеты:
1. Ангра-дус-Рейс
2. Парати